# Rubus lahidjanensis
Rubus lahidjanensis är en rosväxtart som beskrevs av Karl Heinz Rechinger. Rubus lahidjanensis ingår i släktet rubusar, och familjen rosväxter. Inga underarter finns listade i Catalogue of Life.